# Eugenio Coter
Eugenio Coter (Gazzaniga, 11 luglio 1957) è un vescovo cattolico e missionario italiano, dal 2 febbraio 2013 vicario apostolico di Pando e vescovo titolare di Tibiuca e dal 7 luglio 2022 amministratore apostolico di Reyes.

## Biografia
Nato nel 1957 a Gazzaniga, paese in provincia di Bergamo, e cresciuto nella parrocchia di San Bernardino di Semonte (frazione di Vertova), è ordinato sacerdote il 20 giugno 1981 per la diocesi di Bergamo, dove svolge gli incarichi di vicario parrocchiale a Grassobbio e a Gandino.
Dopo aver frequentato il corso missionario presso il Centro Unitario Missionario (CUM) di Verona, nel 1991 è destinato sacerdote fidei donum in Bolivia: prima vicario parrocchiale a Sacaba e a Villa Tunari; poi, in seguito, parroco a Condebamba di Cochabamba (dal 1996 al 2000).
A livello diocesano svolge i seguenti ministeri per l'arcidiocesi di Cochabamba: membro e presidente della Fondazione "San Lucas", rappresentante legale della ONG "Celim" della diocesi di Bergamo in Bolivia, membro del Consiglio pastorale diocesano.
Dal 2000 è delegato episcopale per la Pastorale sociale-Caritas di Cochabamba, fino all'assunzione dell'incarico (nel 2012) di direttore spirituale del Seminario maggiore arcidiocesano "San Luis" di Cochabamba. È, inoltre, presidente dell'Associazione boliviana donatori di sangue (ABDS).
Il 2 febbraio 2013 è eletto vescovo titolare di Tibiuca e vicario apostolico di Pando.
Il 24 aprile 2013 riceve la consacrazione episcopale nella cattedrale di Riberalta per l'imposizione delle mani di Luis Morgan Casey, suo predecessore, vescovo titolare di Mibiarca,  coconsacranti il cardinale Julio Terrazas Sandoval, arcivescovo di Santa Cruz de la Sierra, e Tito Solari Capellari, arcivescovo di Cochabamba.
Nel novembre 2015 è nominato presidente di Caritas Bolivia.
Nel marzo 2018 è nominato da papa Francesco membro del Consiglio pre-sinodale in preparazione all'Assemblea speciale del Sinodo dei vescovi per la regione panamazzonica che si terrà in Vaticano nell'ottobre 2019.
Dal 7 luglio 2022 ricopre anche l'ufficio di amministratore apostolico di Reyes.

## Genealogia episcopale
La genealogia episcopale è:
- Cardinale Scipione Rebiba
- Cardinale Giulio Antonio Santori
- Cardinale Girolamo Bernerio, O.P.
- Arcivescovo Galeazzo Sanvitale
- Cardinale Ludovico Ludovisi
- Cardinale Luigi Caetani
- Cardinale Ulderico Carpegna
- Cardinale Paluzzo Paluzzi Altieri degli Albertoni
- Papa Benedetto XIII
- Papa Benedetto XIV
- Papa Clemente XIII
- Cardinale Enrico Benedetto Stuart
- Papa Leone XII
- Cardinale Chiarissimo Falconieri Mellini
- Cardinale Camillo Di Pietro
- Cardinale Mieczysław Halka Ledóchowski
- Cardinale Jan Maurycy Paweł Puzyna de Kosielsko
- Arcivescovo Józef Bilczewski
- Arcivescovo Bolesław Twardowski
- Arcivescovo Eugeniusz Baziak
- Papa Giovanni Paolo II
- Arcivescovo Alfio Rapisarda
- Vescovo Luis Morgan Casey
- Vescovo Eugenio Coter